# 2926 Caldeira
2926 Caldeira eller 1980 KG är en asteroid i huvudbältet som upptäcktes den 22 maj 1980 av den belgiske astronomen Henri Debehogne vid La Silla-observatoriet. Den är uppkallad efter den brasilianske astronomen J.F.C. Caldeira.
Asteroiden har en diameter på ungefär 5 kilometer och den tillhör asteroidgruppen Flora.